# رمبلوود (پنسیلوانیا)
رمبلوود (به انگلیسی: Ramblewood) یک منطقهٔ مسکونی در ایالات متحده آمریکا است که در شهرستان سنتر، پنسیلوانیا واقع شده‌است. رمبلوود ۸٫۰۳ کیلومتر مربع مساحت و ۸۴۹ نفر جمعیت دارد و ۳۷۷٫۹۶ متر بالاتر از سطح دریا واقع شده‌است.